# Îles Cuyo
Pour les articles homonymes, voir Cuyo.
Les îles Cuyo sont un archipel philippin constitué d'environ 45 petites îles situées dans la mer de Sulu, au sud de Mindoro, entre la partie nord de Palawan et l'île de Panay.

## Géographie
L'archipel tire son nom de l'île principale, l'île Cuyo, de 13 kilomètres de longueur, 7,5 kilomètres de largeur  et d'une superficie de 57 km2. La superficie totale de l'archipel est de 130 km2.
L'archipel est divisé en deux groupes d'îles : le groupe Quiniluban le plus au nord est inhabité contrairement au groupe Cuyo où sont situées les trois municipalités de Cuyo, Agutaya et Magsaysay.
Géologiquement, les îles sont liées à l'île principale de Palawan. L'île Cuyo est volcanique. Les îles de Quiniluban semblent être des atolls surélevés. Beaucoup d'autres îles de l'archipel sont coralliennes.
L'archipel comporte 45 718 habitants répartis entre trois municipalités : Cuyo, Magsaysay et Agutaya.
Les principales îles sont du nord au sud :

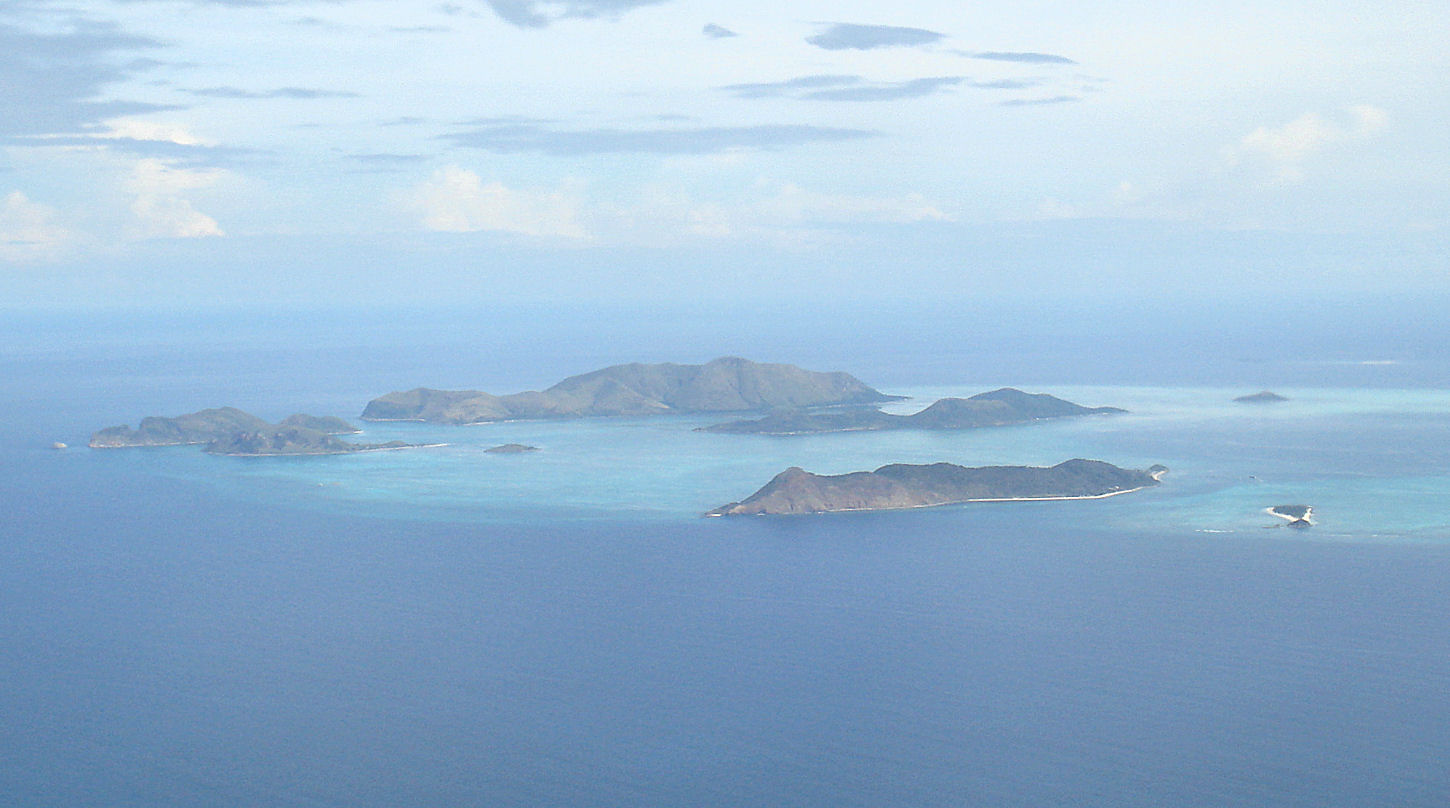
Vue aérienne du groupe Quiniluban.

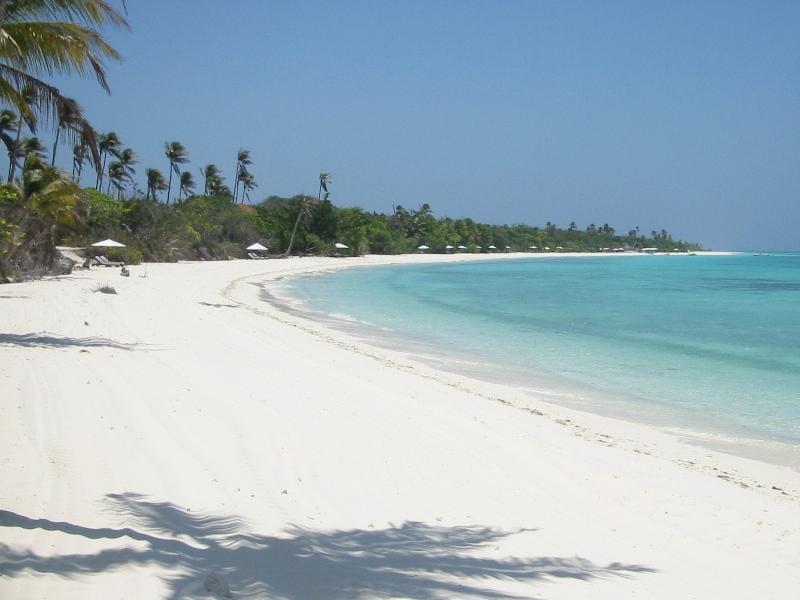
Plage sur l'île Pamalican.

- l'île Quiniluban ;
- l'île Pamalican ;
- l'île Manamoc ;
- l'île Agutaya ;
- l'île Cuyo.